# 댄 두리에
댄 두리에(Dan Duryea, 1907년 1월 23일 ~ 1968년 6월 7일)는 미국의 배우, 영화배우, 텔레비전 배우이다.

## 영화
- 스트레인저 온 더 런 (1967년) - O.E. 호치키스 역
- 돌아온 석양의 무법자 (1966년)
- 피닉스 (1965년)
- 페이튼 플레이스 - TV 시리즈 (1964년)
- 전투 (1962년)
- 보난자 (1959년)
- 전송가 (1957년)
- 폭스파이어 (1955년)
- 레일 인투 라라미 (1954년)
- 황야의 추적 (1954년)
- 실버 로드 (1954년) - 네드 맥카티 역
- 랜섬 (1954년) - 마이크 캘러헌 역
- 에어 코만도 (1953년)
- 원 웨이 스트리트 (1950년)
- 윈체스터 73 (1950년)
- 크리스 크로스 (1949년) - 슬림 역
- 창 속의 여인 (1945년)
- 기차 위의 여인 (1945년)
- 밸리 오브 디씨전 (1945년)
- 스칼렛 거리 (1945년) - 조니 역
- 어롱 케임 존스 (1945년)
- 공포의 내각 (1944년)
- 파킹튼 부인 (1944년) - 잭 스틸햄 역
- 논 벗 더 론리 하트 (1944년) - 렌 테이트 역
- 사하라 전차대 (1943년)
- 야구왕 루 게릭 (1942년)
- 작은 여우들 (1941년)
- 볼 오브 파이어 (1941년)